# Antonio Gicco
Antonio Gicco, né à Santa Maria Capua Vetere de la province de Caserte le 8 janvier 1985, est un thaiboxer italien.

## Combats
Il a joué 53 matchs. Les plus remarquables sont :
- Champion d'Italie FIMT amateur de Muay thai (2008-2009-2010) -75 kg
- Tournoi FIMT Beach Contest (2010) Médaille de bronze 72,5 kg
- FIMT 1er Mémorial Roberta Berneri (2010) Médaille de Bronze 72,5 kg
- Vainqueur FIMT du 2º trofeo Eugenio Manini (2010) 72,5 kg
- Championnat du monde WTKA (2010) Médaille de bronze -75 kg
- Championnat du monde IFMA  (2010) prétendant -70 kg
- FIMT Italia vs Spagna (2011) concurrent -70 kg
- Champion interrégional KL  (2011) (Lazio, Toscana, Umbria, Campania) -75 kg
- Championnats d'Italie KL (2014) Médaille de bronze 72,5 kg
- Championnat du monde KL (2014) Médaille d'argent 72,5 kg.
- Vainqueur Fight1 Prestige Fight, Territoire Muay Thai (2014) 72,5 kg
- FIMT Italia vs Germania (2015) nul -72,5 kg
- Vainqueur du Fight1 Prestige Fight, Night Warriors 3 (2016) 72,5 kg
- Vainqueur Fight1 Prestige Fight, Fight Clubbing XX (2016) 72,5 kg
- Chang (birra) 4 Man Tournament Superfight 12 (2017) finaliste 72,5 kg
- Fight1 Championnats d'Italie (2017) Médaille d'Argent 76 kg
- Fight1 Titre Italien Pro (2018) Médaille d'Argent 76 kg.
- Fight1 Championnats d'Italie (2019) Médaille d'Argent 76 kg
- Championnats d'Italie Fight1 (2021) Médaille de bronze 73 kg
- Championnats d'Italie Fight1 (2021) Médaille d'or 76 kg

## Carrière Muay Thai
Son nom en tant que thaiboxer est Cazzimma en raison de son style sanglant.

### Premiers pas dans le Muay Thai
Antonio est né à Santa Maria Capua Vetere le 8 janvier 1985, dans la province de Caserte. Il est élevé dans un milieu où les mauvaises tentations sont npmbreuses pour une population de jeun très nombreuse. À l'âge de 15 ans, il commence le Muay Thai à l'académie nationale de Muay Thai de Santa Maria Capua Vetere, sous la direction de maestro Giovanni Gravante, où il passe 9 ans à étudier les techniques de la discipline, avec seulement deux expériences de combat au niveau amateur : la première en 2003 dans le championnat italien de C.S.E.N. (Centro sportivo educativo nazionale) coup de pied léger disputé à Rome. La seconde en 2006 quand il fait ses débuts en tant qu'amateur dans le MTA d'un promoteur de Trieste, Alessandro Gotti, où il remporte sa première victoire aux points.

### Le début de la carrière dans le sport amateur
En 2009, il obtient le diplôme d'entraîneur-adjoint du C.S.E.N. et va à la salle de gymnastique Corps Gim 2 de Capoue, maître de la Marine Maietta. Sa carrière sportive commence réemmement, ce qui le conduit à la conquête des titres de champion d'Italie 3e série FIMT, en 2008, 2009 et 2010, dans la catégorie des moins de 75 kg.

### La fondation de l'A. S. D. a, Muay Thai Combattants et carrière professionnelle
En 2010, il fonde à Curti l'A.S.D. Muay Thai Fighters, avec le but de sortir des enfants de la rue par la pratique du sport, comme l'avait déjà fait pour lui. Sa carrière sportive continue entre l'enseignement, des compétitions et des stages de formation technique par le maître Mauro Bassetti. À la fin de celle-ci, il obtient un diplôme d'entraîneur FIMT. La même année, il obtient sa première victoire professionnelle dans le deuxième tournoi Eugenio Manini à Bergame contre Roberto Orrù l'équipe Hua Ciia.
Il s'impose par KO technique à Bari le 25 septembre 2010 lors des sélections pour l'équipe nationale italienne FIMT. Puis dispute les championnats du monde WTKA du 30 décembre 2010 à Carrare (Italie). Il y obtient une médaille de bronze, après une victoire sur KO technique en quart de finale, puis deux défaites, en demi-finale et dans le match de la troisième place. La même année, il participe aux championnats du monde IFMA, le 5 décembre 2010 à Bangkok (Thaïlande), où il perd au deuxième tour. Il maintient sa présence au sein de la sélection italienne FIMT lors de la rencontre disputée à Gênes et opposant l'Italie à l'Espagne le 20 mars 2011, rencontre où il s'incline face à Hichem Menaouine.
Il change alors d'entraîneur, se tournant vers le professeur et l'entraîneur sportif Aldo Chiari de Naples. Sous sa direction, le 20 novembre 2011, il devient un champion interrégional de KL pour les régions du Latium, de la Campanie, Ombrie et de la Toscane. Le 20 octobre 2013, il dispute le Combat des Guerriers 3, réunion est diffusée sur Rai Sport 2, et perd aux points face à Simone de Piazzolla selon la réglementation des Fight Code Rules. En 2013, il obtient le diplôme d'instructeur de KL. La même année, il ferme l'A.S.D. Muay Thai Fighters pour déménager à Parme et travailler au sein de la Polizia penitenziaria, la police pénitentiaire. Le 27 avril 2014, il dispute le championnat italien de KL où il remporte la médaille de bronze. Dans la même année, le 1er juin, participe dans au championnat du monde de KL et remporte la médaille d'argent.

### Carrière professionnelle au sein de l'équipeSeconds Out
En 2014, il rejoint l'équipe Seconds Out de Parme, sous la direction de Daniele Scarica et Simone Desirelli, grâce à laquelle il a remporté la Lutte de Prestige, Muay Thai Territory. La même année, et a attiré niveau dans le cas de la Seconds knock-Out 3, contre Enrico Carrara ; en 2015, ail obtient un match nul contre Martin Rittel lors de la rencontre Italie-Allemagne. En 2016, il remporte deux victoires de prestige : la Night warriors 3, face à Damiano Pellizzon et la Fight Clubbing XX, contre Fiorenzo Caroselli. En 2017, lors du Chang (birra) 4 Man Tournament Superfight 12, il se qualifie pour la finale après avoir battu le Français Massa Risti. En 2018 au Championnat International Fight Clubbing,, il se bat pour la catégorie professionnelle italienne de 76 kg contre le combattant apulien Matteo Musarò où il perd pour un arrêt médical. Ces résultats permettent de vous positionner dans le classement (2014/2015) KL la 7e place dans la catégorie 72,5 kg, classement (2016/2017) de la Oktagon à la 9e place dans la catégorie des 70 kg, classement (2017) Road To Bangkok à la 2e place dans la catégorie moins de 75 kg, classement (2018) Road To Bangkok, à la 3e place dans la catégorie moins de 75 kg, et l'obtention de quatre citations dans le magazine national Samurai avec Fight Mag de mai 2016, octobre 2016, octobre 2017, mars 2019, septembre 2021.
Le 6 juin 2021, il met un terme à sa carrière d'athlète professionnel après avoir remporté la médaille de bronze dans la catégorie 73 kg et le titre italien Fight1 classe A dans la catégorie 76 kg à Milan.

## Combats
Il compte 53 victoires : 3 par KO technique (TKO), 38 par décision. Il compte également 11 défaites et 4 nuls.
| Date du match    | Résultat           | Adversaire            | Événement                                                                                          | Type de décision | Rounds | Durée |
| ---------------- | ------------------ | --------------------- | -------------------------------------------------------------------------------------------------- | ---------------- | ------ | ----- |
| 6 avril 2006     | Victoire           | Inconnu               | Torneo Muay Thai MTA (72 kg) Trieste, Italie                                                       | Décision         | 3      | 2:00  |
| 1er avril 2008   | Victoire           | Inconnu               | Campionato Italiano FIMT (−75 kg) Grosseto, Italie                                                 | Décision         | 3      | 2:00  |
| 4 août 2008      | Victoire           | Giuseppe Ferraro      | The Contender Italia (−75 kg) Ostia, Italie                                                        | Décision         | 3      | 2:00  |
| 4 décembre 2008  | Égalité            | Giuseppe Ferraro      | Hanima Gran Gala (−75 kg) Grosseto, Italie                                                         | Décision         | 3      | 2:00  |
| 5 octobre 2009   | Victoire           | Cristian Toccariello  | Campionato Italiano FIMT (−75 kg) Rome, Italie                                                     | Décision         | 3      | 2:00  |
| 2 mai 2010       | Défaite            | Claudio Annicchiarico | Beach Contest (72,5 kg) Grosseto, Italie                                                           | Décision         | 3      | 2:00  |
| 20 juin 2010     | Défaite            | Corrado Zanchi        | 1° Memorial Roberta Berneri (72,5 kg) Gênes, Italie                                                | Décision         | 3      | 2:00  |
| 10 juillet 2010  | Victoire           | Roberto Orrù          | 2° trofeo Eugenio Manini (72,5 kg) Bergame, Italie                                                 | Décision         | 3      | 2:00  |
| 5 septembre 2010 | Victoire           | Polito                | Selezioni per la Nazionale Italiana FIMT (70 kg), Bari, Italie                                     | TKO (genou)      | 2      | 1:00  |
| 30 octobre 2010  | Victoire           | Sans nom              | WTKA Championnat du monde (quart de finale) (−75 kg), Carrare, Italie                              | TKO (genou)      | 1      | 1:00  |
| 30 octobre 2010  | Médaille de bronze | Brett Clarke          | WTKA Championnat du monde (demi-finale) (−75 kg), Carrare, Italie                                  | Décision         | 4      | 2:00  |
| 5 décembre 2010  | Défaite            | Catakan Arslan        | IFMA Championnat du monde (70 kg) Bangkok, Thailande                                               | TKO (rupture)    | 1      | 1:00  |
| 20 mars 2011     | Défaite            | Hichem Menaouine      | Match Italie/Espagne (70 kg), Gênes, Italie                                                        | TKO (rupture)    | 1      | 2:00  |
| 20 novembre 2011 | Victoire           | Giacomo Gherardi      | KL Championnat inter-régional (Latium, Toscane, Ombrie,Campanie) (−75 kg), Fabrica di Roma, Italie | Décision         | 3      | 2:00  |
| 20 octobre 2013  | Défaite            | Simone Piazzolla      | Fight Warriors 3 (−75 kg), Treviglio, Italie                                                       | Décision         | 3      | 3:00  |
| 7 avril 2014     | Médaille de bronze | Jacopo Tarantino      | KL Championnat d'Italie (−75 kg), Andria, Italie                                                   | TKO (coupe)      | 2      | 1:30  |
| 1er juin 2014    | Médaille d'argent  | Jacopo Tarantino      | KL Championnat du monde (−75 kg), Vérone, Italie                                                   | Décision         | 5      | 2:00  |
| 9 novembre 2014  | Victoire           | Stefano Bucci         | Muay Thai Territory (−75 kg), Pise, Italie                                                         | Décision         | 4      | 2:00  |
| 3 décembre 2014  | Égalité            | Enrico Carrara        | Second knock Out 3 (−75 kg), Parme, Italie                                                         | Décision         | 3      | 3:00  |
| 9 juillet 2015   | Égalité            | Martin Rittel         | Match Italie/Allemagne (72,5 kg), Parme, Italie                                                    | Décision         | 3      | 3:00  |
| 5 mars 2016      | Victoire           | Damiano Pellizzon     | Night Warriors 3(72,5 kg), Cento, Italie                                                           | TKO (coude)      | 2      | 1:30  |
| 30 avril 2016    | Victoire           | Fiorenzo Caroselli    | Fight Clubbing XX (−75 kg), Bologne, Italie                                                        | Décision         | 3      | 3:00  |
| 7 juillet 2016   | Défaite            | Fabio Puce            | Bertinelli Fight 5 (72,5 kg), ParmaeItalie                                                         | TKO (coupe)      | 2      | 3:00  |
| 6 juillet 2017   | Défaite            | Damiano Ardigò        | Bertinelli Fight 6 (72,5 kg), Parme, Italie                                                        | TKO (coupe)      | 2      | 1:00  |
| 4\06\2017        | Médaille d'argent  | Musatò Matteo         | Championnats d'Italie Fight1 (76kg), Rimini, italie                                                | Décision         | 3      | 3:00  |
| 4 novembre 2017  | Victorie           | Massa Risti           | Superfight décembre (72,5 kg), Zurich, Suisse                                                      | Décision         | 3      | 3:00  |
| 9 mai 2018       | Médaille d'argent  | Musatò Matteo         | Fight Clubbing International Championship (76 kg), Pescara, Italie                                 | arrêt médical    | 2      | 1:30  |
| 03\02\2019       | Médaille d'argent  | Musatò Matteo         | Championnats d'Italie Fight1 (76kg), Montecatini Terme, italie                                     | Décision         | 3      | 3:00  |
| 06\06\2021       | Médaille de bronze | Inconnu               | Championnats d'Italie Fight1 (73kg), Milan, Italie                                                 | Décision         | 3      | 3:00  |
| 06\06\2021       | Victorie           | Inconnu               | Championnats d'Italie Fight1 (76kg), Milan, Italie                                                 | Décision         | 3      | 3:00  |